# Marchantiales
Marchantiales, red jetrenjarki u razredu jetrenjarnica (Marchantiopsida).
Postoji preko 440 vrsta u 14 porodica

## Porodice
1. Familia Aytoniaceae Cavers
2. Familia Cleveaceae Cavers
3. Familia Conocephalaceae Müll. Frib. ex Grolle
4. Familia Corsiniaceae Engl.
5. Familia Cyathodiaceae Stotler & Crand.-Stotl.
6. Familia Dumortieraceae D.G. Long
7. Familia Exormothecaceae Grolle
8. Familia Marchantiaceae Lindl.
9. Familia Monocleaceae A.B. Frank
10. Familia Monosoleniaceae Inoue
11. Familia Oxymitraceae Müll. Frib. ex Grolle
12. Familia Ricciaceae Rchb.
13. Familia Targioniaceae Dumort.
14. Familia Wiesnerellaceae Inoue